# Asymilacja fonetyczna
Asymilacja fonetyczna, upodobnienie fonetyczne (in. uwarunkowania pozycyjne głosek) – jeden z podstawowych zależnych procesów fonetycznych, polegający na upodobnieniu sąsiednich głosek. Upodobnieniem takim określa się przekształcenie postaci fonetycznej danego wyrazu pod wpływem sąsiadujących ze sobą głosek. Istotą każdego upodobnienia fonetycznego jest koartykulacja, której mechanizm działania polega na
wpływie danej głoski na sposób artykulacji głosek, które z nią sąsiadują. Można tu wyróżnić:
- antycypacje: wcześniejsze przygotowanie się narządów mowy do wymawiania głoski następnej. W wyniku działania artykulacyjnego mechanizmu właściwego antycypacjom, powstają upodobnienia wsteczne.
- perseweracje: układ narządów mowy dla głoski poprzedzającej zostaje przedłużony na głoskę następną. W tym przypadku powstają upodobnienia postępowe.

Wyróżnia się także upodobnienia żywe i martwe. Upodobnienia żywe są to takie, które występują we współczesnej mowie użytkowników danego języka. Upodobnienia martwe (historyczne) są to upodobnienia, które występowały w przeszłości, a jedynym śladem ich istnienia są źródła pisane.
Biorąc pod uwagę kryterium mechanizmów artykulacyjnych, w języku polskim wyróżnia się:
1. Upodobnienia pod względem miejsca artykulacji
  - przed spółgłoską dziąsłową – spółgłoski dziąsłowe (sz, ż, cz, dż, l, r) wpływają na poprzedzające je spółgłoski przedniojęzykowo-zębowe, powodując ich udziąsłowienie,
  - przed spółgłoską środkowojęzykową – spółgłoski środkowojęzykowe (dź, ć, ź, ś, ń) wpływają na poprzedzające je spółgłoski, powodując ich ujednolicenie pod względem miejsca artykulacji i miękkości,
  - przed spółgłoskami zwartymi tylnojęzykowymi – spółgłoska nosowa [n] poprzedzająca spółgłoski zwarte tylnojęzykowe (k, g i ich zmiękczenia) realizowana jest jako [ŋ]
2. Upodobnienia pod względem sposobu artykulacji – polega na tym, że zwarcia i szczeliny przy artykulacji danej głoski zostają przesunięte i są takie same przy artykulacji głoski sąsiedniej.
3. Upodobnienia pod względem dźwięczności, np.
  - babka /bapka/
  - ludzki /lucki/
  - prośba /proźba/
  - kwiat /kfiat/ (Ale w niektórych regionach, np. w Poznańskiem, na Kaszubach i Kresach Wschodnich, [v] pozostaje dźwięczne po spółgłosce bezdźwięcznej)
4. Gdy nagłos wyrazu zaczyna się od głoski półotwartej (m, n, r, l, i ich zmiękczeń), lub samogłoski, wygłos wyrazu poprzedniego, który nie jest przyimkiem, będzie dźwięczny w wymowie krakowsko-poznańskiej i bezdźwięczny w wymowie warszawskiej:
  - brat ojca [brad ojca]